# Eleições europeias de 2024 (Países Baixos)
As eleições europeias de 2024 nos Países Baixos foram realizadas a 6 de junho e serviram para eleger os 31 deputados nacionais para o Parlamento Europeu durante as eleições europeias.
Como habitualmente, os Países Baixos foram o primeiro país a realizar as eleições europeias, sendo estas eleições as primeiras depois das eleições legislativas de 2023 que deram a vitória à extrema-direita do Partido pela Liberdade de Geert Wilders.
Num resultado surpreendente, a aliança entre a Esquerda Verde e o Partido do Trabalho venceu as eleições ao obter 21% dos votos e conseguir eleger 8 eurodeputados.
O Partido pela Liberdade, que esperava uma nova vitória eleitoral, ficou-se pelo segundo lugar ao conseguir 17% e 6 eurodeputados. Apesar de tudo, este resultado é o melhor da história do partido em eleições europeias.
Por fim, destacar que os 46% de participação representarem a mais alta taxa de participação em eleições europeias desde de 1989.

## Representação parlamentar 2019-2024
A tabela mostra os deputados de acordo com a última informação do Parlamento Europeu:
| Partido Nacional | Partido Nacional                              | Deputados | Grupo parlamentar | Grupo parlamentar                                 |
| ---------------- | --------------------------------------------- | --------- | ----------------- | ------------------------------------------------- |
|                  | Partido do Trabalho                           | 6 / 29    |                   | Aliança Progressista dos Socialistas e Democratas |
|                  | Partido Popular para a Liberdade e Democracia | 5 / 29    |                   | Renovar a Europa                                  |
|                  | Apelo Democrata-Cristão                       | 5 / 29    |                   | Grupo do Partido Popular Europeu                  |
|                  | Esquerda Verde                                | 3 / 29    |                   | Verdes/Aliança Livre Europeia                     |
|                  | Fórum pela Democracia                         | 1 / 29    |                   | Não inscritos                                     |
|                  | Democratas 66                                 | 1 / 29    |                   | Renovar a Europa                                  |
|                  | União Cristã                                  | 1 / 29    |                   | Grupo do Partido Popular Europeu                  |
|                  | Partido Político Reformado                    | 1 / 29    |                   | Reformistas e Conservadores Europeus              |
|                  | Partido pelos Animais                         | 1 / 29    |                   | Esquerda Unitária Europeia/Esquerda Nórdica Verde |
|                  | Volt Países Baixos                            | 1 / 29    |                   | Renovar a Europa                                  |
|                  | JA21                                          | 1 / 29    |                   | Reformistas e Conservadores Europeus              |
|                  | Mais Democracia Direta                        | 1 / 29    |                   | Reformistas e Conservadores Europeus              |
|                  | Rob Rooken (Independente)                     | 1 / 29    |                   | Reformistas e Conservadores Europeus              |
|                  | Rob Roos (Independente)                       | 1 / 29    |                   | Reformistas e Conservadores Europeus              |

| Grupo parlamentar | Grupo parlamentar                                 | Deputados |
| ----------------- | ------------------------------------------------- | --------- |
|                   | Renovar a Europa                                  | 7 / 29    |
|                   | Aliança Progressista dos Socialistas e Democratas | 6 / 29    |
|                   | Grupo do Partido Popular Europeu                  | 6 / 29    |
|                   | Reformistas e Conservadores Europeus              | 5 / 29    |
|                   | Verdes/Aliança Livre Europeia                     | 3 / 29    |
|                   | Esquerda Unitária Europeia/Esquerda Nórdica Verde | 1 / 29    |
|                   | Não inscritos                                     | 1 / 29    |

## Resultados oficiais
| Partido                 | Partido                                       | Votos      | %               | +/-   | Deputados | +/-     |
| ----------------------- | --------------------------------------------- | ---------- | --------------- | ----- | --------- | ------- |
|                         | Esquerda Verde - Partido do Trabalho          | 1 314 428  | 21,09 / 100,00  | 8,82  | 8 / 31    | 1       |
|                         | Partido para a Liberdade                      | 1 057 662  | 16,97 / 100,00  | 13,44 | 6 / 31    | 6       |
|                         | Partido Popular para a Liberdade e Democracia | 707 141    | 11,35 / 100,00  | 3,29  | 4 / 31    | Estável |
|                         | Apelo Democrata-Cristão                       | 589 205    | 9,45 / 100,00   | 2,73  | 3 / 31    | 1       |
|                         | Democratas 66                                 | 523 650    | 8,40 / 100,00   | 1,31  | 3 / 31    | 2       |
|                         | Movimento Cívico Agrário                      | 336 953    | 5,41 / 100,00   | Novo  | 2 / 31    | Novo    |
|                         | Volt Países Baixos                            | 319 483    | 5,13 / 100,00   | 3,20  | 2 / 31    | 2       |
|                         | Partido pelos Animais                         | 281 600    | 4,52 / 100,00   | 0,50  | 1 / 31    | Estável |
|                         | Novo Contrato Social                          | 233 564    | 3,75 / 100,00   | Novo  | 1 / 31    | Novo    |
|                         | Partido Político Reformado                    | 228 036    | 3,66 / 100,00   | -     | 1 / 31    | Estável |
|                         | União Cristã                                  | 180 060    | 2,89 / 100,00   | -     | 0 / 31    | 1       |
|                         | Fórum pela Democracia                         | 155 187    | 2,49 / 100,00   | 8,47  | 0 / 31    | 3       |
|                         | Partido Socialista                            | 136 978    | 2,20 / 100,00   | 1,17  | 0 / 31    | Estável |
|                         | Outros (com menos de 1,00%)[parcial?]         | 168 251    | 2,69 / 100,00   |       | 0 / 31    |         |
| Votos Inválidos         | Votos Inválidos                               | 21 269     | 0,34 / 100,00   | 0,06  |           |         |
| Total                   | Total                                         | 6 253 467  | 100,00 / 100,00 |       | 31 / 31   | 5       |
| Eleitorado/Participação | Eleitorado/Participação                       | 13 542 363 | 46,18 / 100,00  | 4,25  |           |         |
| Fonte                   | Fonte                                         | [ 5 ]      | [ 5 ]           | [ 5 ] | [ 5 ]     | [ 5 ]   |

## Representação parlamentar (2024-2029)

### Partidos Nacionais
| Partido | Partido                                       | Deputados | Grupo parlamentar | Grupo parlamentar                                 |
| ------- | --------------------------------------------- | --------- | ----------------- | ------------------------------------------------- |
|         | Partido para a Liberdade                      | 6 / 31    |                   | Patriotas pela Europa                             |
|         | Esquerda Verde                                | 4 / 31    |                   | Verdes/Aliança Livre Europeia                     |
|         | Partido do Trabalho                           | 4 / 31    |                   | Aliança Progressista dos Socialistas e Democratas |
|         | Partido Popular para a Liberdade e Democracia | 4 / 31    |                   | Renovar a Europa                                  |
|         | Apelo Democrata-Cristão                       | 3 / 31    |                   | Grupo do Partido Popular Europeu                  |
|         | Democratas 66                                 | 3 / 31    |                   | Renovar a Europa                                  |
|         | Movimento Cívico Agrário                      | 2 / 31    |                   | Grupo do Partido Popular Europeu                  |
|         | Volt Países Baixos                            | 2 / 31    |                   | Verdes/Aliança Livre Europeia                     |
|         | Partido pelos Animais                         | 1 / 31    |                   | A Esquerda no Parlamento Europeu - GUE/NGL        |
|         | Novo Contrato Social                          | 1 / 31    |                   | Grupo do Partido Popular Europeu                  |
|         | Partido Político Reformado                    | 1 / 31    |                   | Reformistas e Conservadores Europeus              |

### Grupos parlamentares europeus
| Grupo parlamentar | Grupo parlamentar                                 | Deputados |
| ----------------- | ------------------------------------------------- | --------- |
|                   | Renovar a Europa                                  | 7 / 31    |
|                   | Grupo do Partido Popular Europeu                  | 6 / 31    |
|                   | Patriotas pela Europa                             | 6 / 31    |
|                   | Verdes/Aliança Livre Europeia                     | 6 / 31    |
|                   | Aliança Progressista dos Socialistas e Democratas | 4 / 31    |
|                   | A Esquerda no Parlamento Europeu - GUE/NGL        | 1 / 31    |
|                   | Reformistas e Conservadores Europeus              | 1 / 31    |